# Sameområdets utbildningscentral
Sameområdets utbildningscentral (nordsamiska: Sámi oahpahusguovddas, finska: Saamelaisalueen koulutuskeskus) är en finländsk statlig utbildningsanstalt för utbildning av samer.
Sameområdets utbildningscentral har sitt säte i Enare kyrkby och utbildningar också i Ivalo, i Toivoniemi i Kaamanen och i Enontekis. Den har finska och samiska som utbildningsspråk. Skolan ska "höja samebefolkningens yrkeskunnighet, ordna utbildning som motsvarar näringslivets behov inom Samernas hembygdsområde och ... bevara och utveckla den samiska kulturen".
Sameområdets yrkesutbildningscentral grundades 1978 och namnändrades 1993 till Samernas utbildningscentral, efter en sammanslagning med den statliga skolan Ivalon kotitalousoppilaitos (Ivalo hushållsskola) och med folkhögskolan Inarin opisto (Enare institut).
Yrkesutbildningen har ungefär 120 elever, varav omkring 80 % från hembygdsområdet, flertalet från Enare kommun. Beträffande yrkesutbildning var fördelningen 2008 följande (vissa elever med flera utbildningar) :
- 42 elever i grundutbildning i hantverk och konstindustri, bland annat sameslöjd
- 12 elever i företagsekonomi
- 8 elever i databehandling
- 25 elever i naturbruk och miljöfrågor, bland annat för naturbruksföretagare och renhushållningsföretagare
- 44 elever i utbildning för hotell- och restaurangbranschen samt turismbranschen
- 18 elever inom social- hälsovårds- och idrottsområdena

Utbildningens allmänbildande vuxenutbildning, med 21 elever 2008, varav 70 % från kommuner inom hembygdsområdet, sker på följande linjer:
- Sámegiela ja kultuvrra-linjen,  40 studieveckor i nordsamiska och i samisk kultur (i samarbete med Giellagasinstitutet vid Uleåborgs universitet
- Medielinjen, främst kortfilmsproduktion, ljud- och radioarbete samt webbkommunikation
- Högskole- och praktiska linjen, friare utbildning, med bland annat webbaserade studier på högskolenivå)